# 라 판
《라 판》(스페인어: La fan)는 2017년 방영된 미국의 텔레노벨라이다.